# USS Eider (AM-17)
USS Eider (AM-17) – trałowiec typu Lapwing służący w United States Navy w okresie I i II wojny światowej.
Stępkę okrętu położono 25 września 1917 w stoczni Pusey and Jones Co. w Wilmington (Delaware). Zwodowano go 26 maja 1918. Jednostka weszła do służby 23 stycznia 1919. Okręt otrzymał numer klasyfikacyjny AM-47 17 lipca 1920. 1 grudnia 1919 został umieszczony w ograniczonej służbie (ang. reduced commission). Wrócił do pełnej służby 10 lipca 1920. Przeszedł ponownie do ograniczonej służby 10 września 1920. Wycofany ze służby 18 kwietnia 1922. Przeklasyfikowany na okręt strażniczy (ang. Gate Craft) YNG-20 7 października 1940. Umieszczony w służbie w 1941. Przekazany Komisji Morskiej (ang. Maritime Commission) w lipcu 1947. Dalszy los pozostał nieznany.

## Po II wojnie światowej
Eider został przekazany Komisji Morskiej w celu rozdysponowania 1 lipca 1947.